# Marcel van der Westen
Marcel Johannes van der Westen (ur. 1 sierpnia 1976 w Laren) – holenderski lekkoatleta, płotkarz, halowy wicemistrz Europy (2007). 
Największym jego osiągnięciem jest srebrny medal w biegu na 60 metrów przez płotki halowych mistrzostw Europy w 2007. Dwukrotnie triumfował w I lidze Pucharu Europy, podczas Igrzysk olimpijskich (Pekin 2008) odpadł w półfinale biegu na 110 metrów przez płotki z czasem 13,45.
Dziesięciokrotnie zdobywał złote medale mistrzostw Holandii, w 2003 zwyciężył w mistrzostwach Belgii.
W 2013 ogłosił zakończenie kariery.

## Rekordy życiowe
- Bieg na 110 metrów przez płotki – 13,35 (2008)
- Bieg na 200 metrów przez płotki – 23,70 (2004)
- Bieg na 50 metrów przez płotki (hala) – 6,63 (2003) rekord Holandii[5]
- Bieg na 60 metrów przez płotki (hala) – 7,62 (2007)